# Cinque Terre DOC
Le Cinque Terre est un vin blanc d'appellation produit dans la province de La Spezia, en Ligurie. Il est protégé par une DOC depuis 1973 et produit dans les zones côtières de la Cinque Terre. Cette appellation est revendiquée par les cinq villages de Riomaggiore, Manarola, Corniglia, Vernazza, Monterosso al Mare. Outre le Cinque Terre blanc, le même terroir viticole produit quatre autres DOC, le Cinque Terre Costa de Sera, le Cinque Terre Costa de Campu, le Cinque Terre Costa de Posa et le Sciachetrà

## Histoire

### Antiquité
Le premier témoignage historique sur le vin des Cinque Terre vient de Pline l'Ancien, qui le considérait comme le meilleur de l'Étrurie.

### Moyen Âge
Depuis l'an 1100, la culture de la vigne a été développée sur des terrasses édifiées par l'homme et soutenues par des murs en pierres sèches.
Dante le cite dans le chant XXIV du sixième cercle du Purgatoire, Pétrarque en parle dans son monumental poème latin Africa et Boccace, dans son Décaméron, lui donne le nom de Vernaccia di Corniglia.
À Avignon, Clément VI apprécia la Vernaccia des Cinque Terre. Il y faisait noyer un collier d’anguilles qui était ensuite apprêté dans cette sauce. Le pontife dégustait alors ce mets avec forces lampées de ce même vin. Celui-ci portait alors le nom de son cépage souvent confondu avec le grenache.

### Période moderne et contemporaine
Jusqu'à l'arrivée du chemin de fer en 1874, les cinq villages des Cinque Terre n'étaient desservis que par des petits ports de pêche, accessibles uniquement par voie maritime,. Les sentiers des vignobles des Cinque Terre aboutissent toujours à la mer. Dans le passé on amarrait le bateau de pêche sous les vignobles en surplomb puis on faisait descendre la vendange dans des corbeilles que les porteurs déposaient sur la plage.
Ces vins ont été remarqués, en leur temps, par des auteurs comme Miguel de Cervantes, Eugenio Montale et Gabriele d'Annunzio.

## Géographie

### Orographie

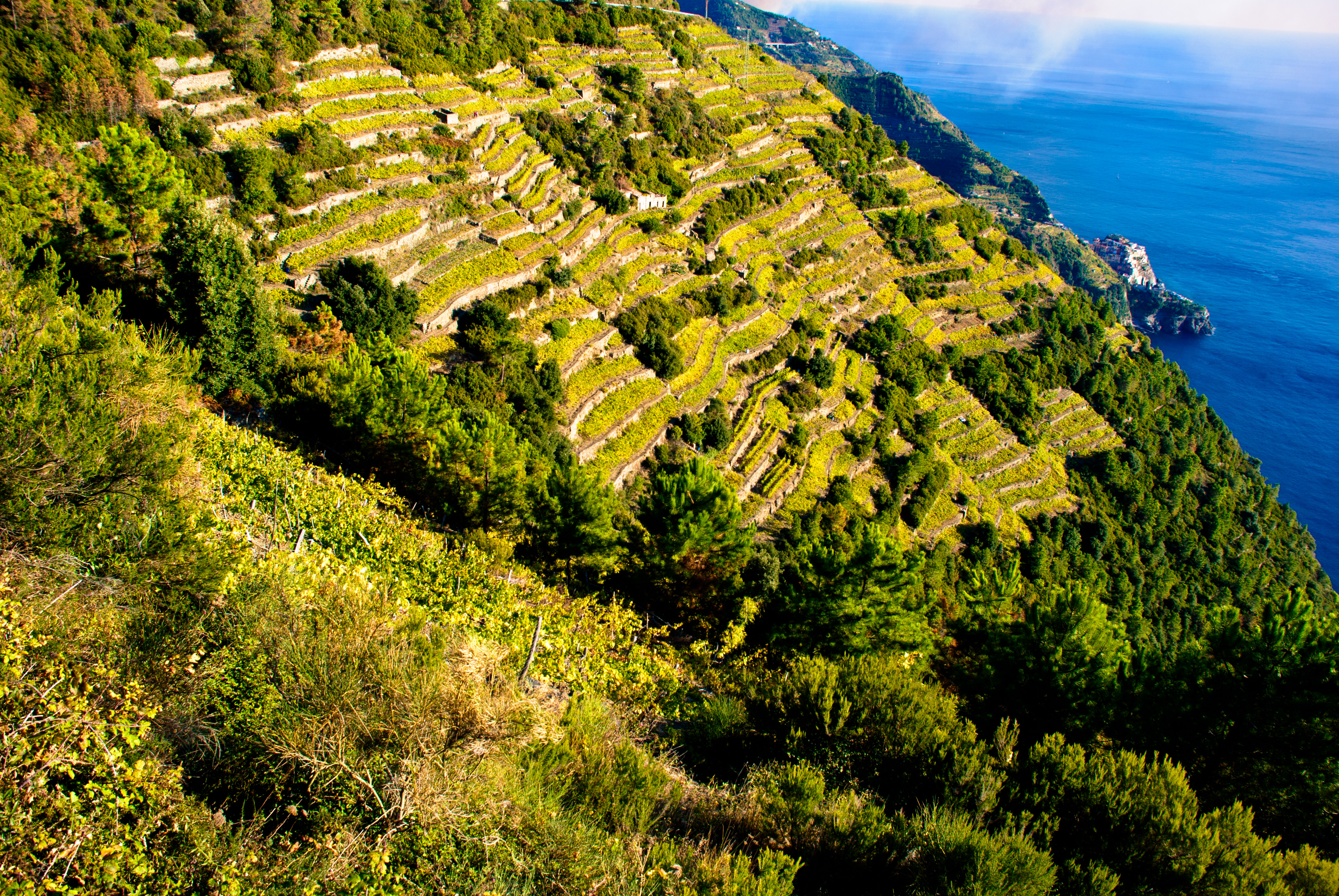
Terrasses au-dessus de Manarola

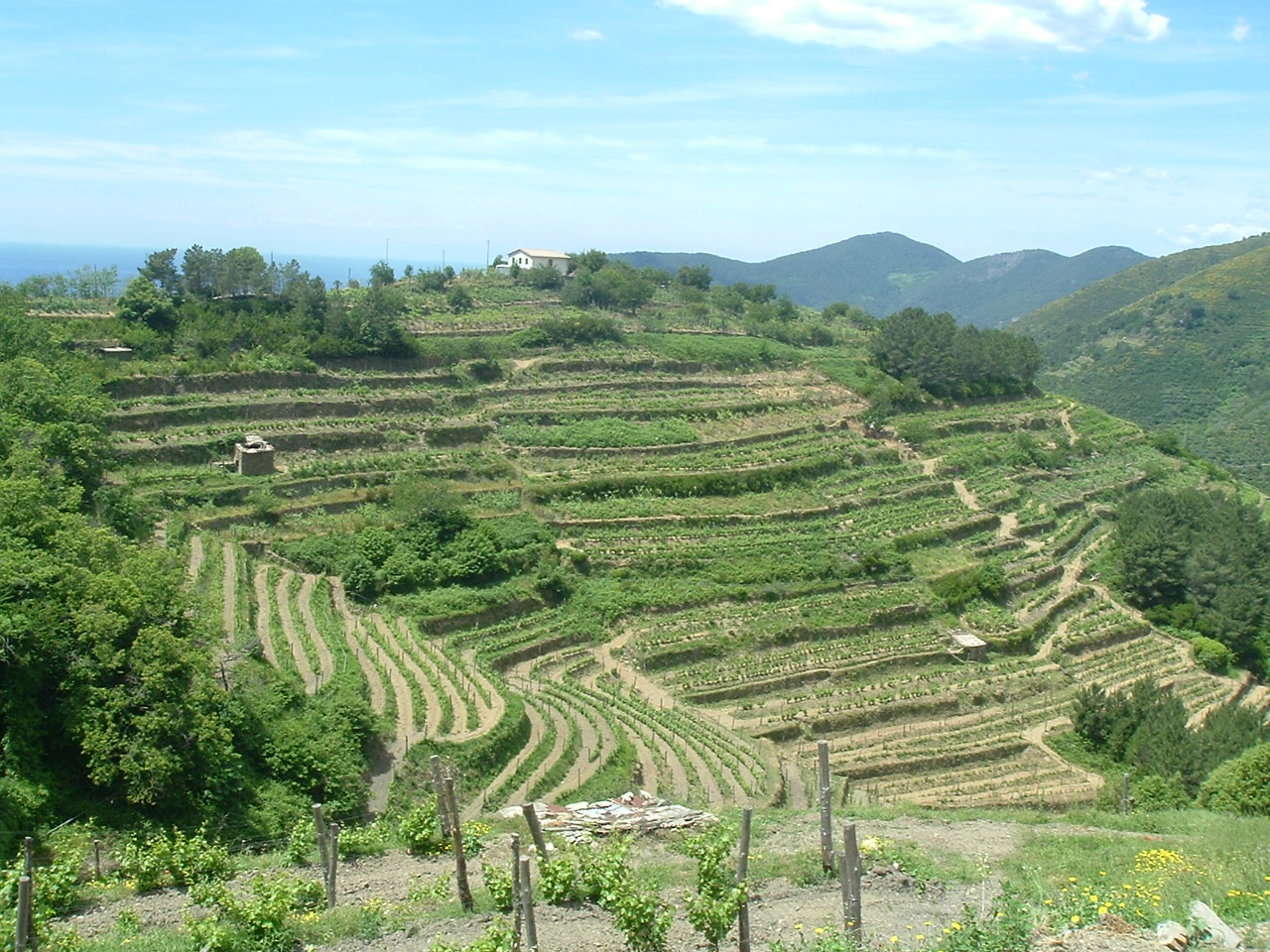
Terrasses dans les Cinque Terre

Le paysage est caractérisé par une étroite bande de terre comprise entre la mer Méditerranée et la ligne de crête qui les séparent du Val di Vara et du Golfe de La Spezia. La zone montagneuse est parallèle à la côte et comprend des sommets de faible altitude comme le Mont Malpertuso (815 mètres) ou le Mont Vè (486 mètres), mais proches de la mer, provoquant une inclinaison importante. Sur ces dénivellations, les terrasses où sont cultivées les vignes couvrent une distance linéaire de près de 6 000 kilomètres et une superficie d'environ 2 000 hectares. Les vignobles se trouvent uniquement sur celles qui ont été construites sur le Macigno, le Canetolo et le Monte Veri.

### Géologie

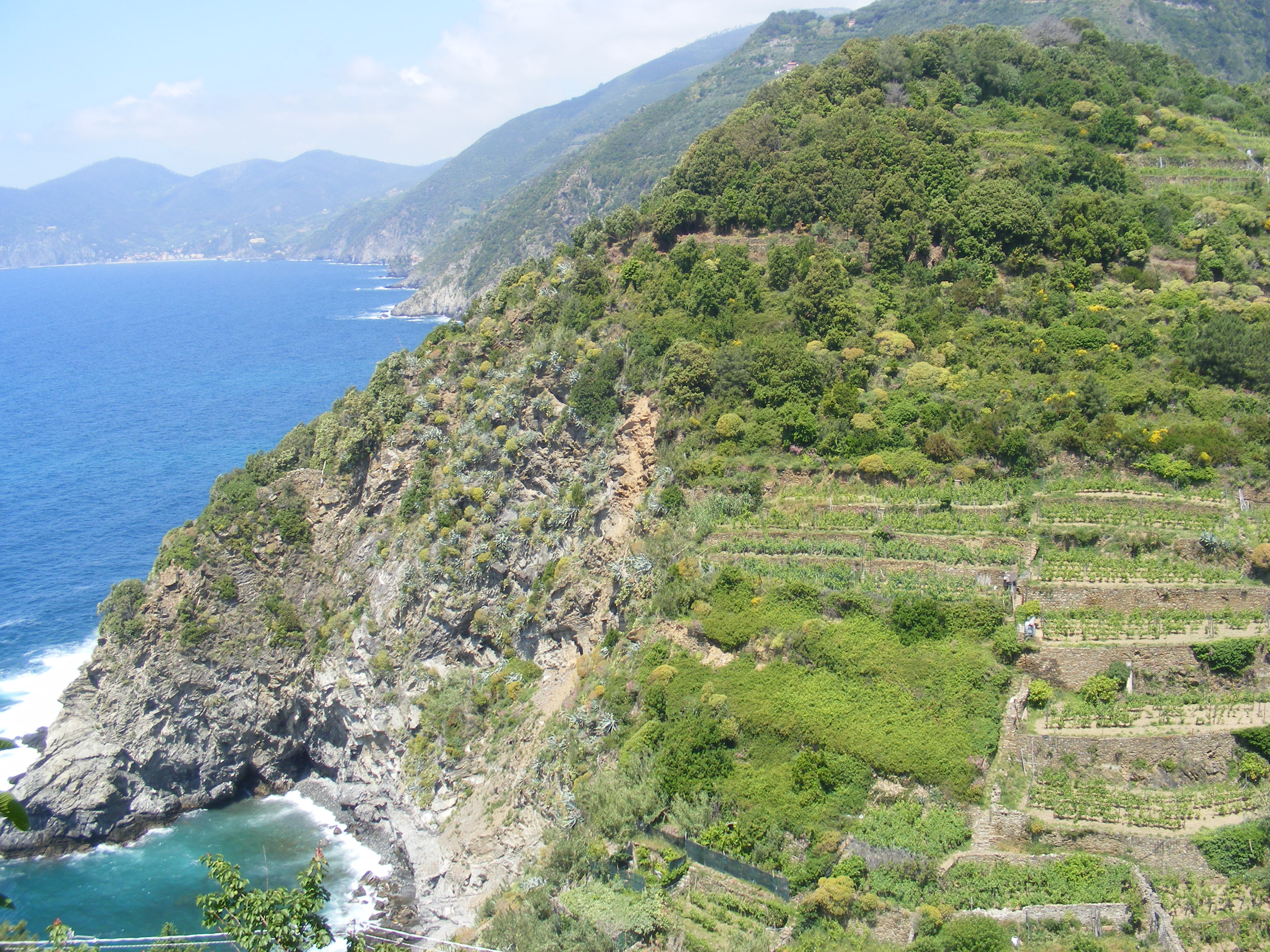
Terrasses de vignes sur falaise gréseuse

Le terroir viticole est composé presque exclusivement par des grès où s'intercalent des couches d'argile et de carbonates allant de la fin du Crétacé à l'Éocène. Des zones détritiques se trouvent sur tout le secteur viticole. Elles sont dues tant à l'action de l'homme qu'à des agents naturels comme les orages ou les inondations. Ces couches géologiques fournissent à la vigne un azote naturel suffisant partout où elle est implantée, le phosphore naturel est surtout présent sur le terroir de Corniglia, et insuffisant dans ceux de Vernazza, Manarola, Riomaggiore et Campiglia, il est rare à Monterosso. L'oxyde de potassium est à peine suffisant dans les vignobles de Corniglia et Manarola, tandis que l'oxyde de magnésium est réparti uniformément sur l'ensemble de la zone viticole.

### Climat
Les Cinque Terre connaissent un climat méditerranéen très doux grâce à la présence de l'Apennin qui offre un abri contre les vents du nord. Comme le reste de la Riviera, il s'agit d'une région de Ligurie où les températures les plus élevées sont enregistrées pendant les mois de juillet et août et les températures hivernales sont plus douces que la moyenne. Les pluies sont généralement de courte durée, généralement en automne et au printemps.
| Mois                              | jan. | fév. | mars | avril | mai  | juin | jui. | août | sep. | oct. | nov. | déc. | année |
| --------------------------------- | ---- | ---- | ---- | ----- | ---- | ---- | ---- | ---- | ---- | ---- | ---- | ---- | ----- |
| Température minimale moyenne (°C) | 2,7  | 3,2  | 5,3  | 8,8   | 12,2 | 15,9 | 18,2 | 17,9 | 15,1 | 11,6 | 7,3  | 4,4  | 10,2  |
| Température moyenne (°C)          | 6,1  | 6,8  | 9,4  | 12,7  | 16,5 | 20,2 | 22,8 | 22,3 | 15,4 | 15,5 | 10,7 | 7,6  | 12,6  |
| Température maximale moyenne (°C) | 9,5  | 10,4 | 13   | 16,6  | 20,8 | 24,5 | 27,4 | 26,7 | 23,6 | 19,3 | 14,2 | 11,2 | 18,1  |
| Précipitations (mm)               | 130  | 122  | 129  | 140   | 73   | 68   | 50   | 68   | 98   | 179  | 215  | 214  | 1 485 |

Le 25 octobre 2011, en début d’après-midi des trombes d’eau se sont abattues durant trois heures sur la province de La Spezia. Selon les services météorologiques, entre 200 et 500 millimètres de pluie sont tombés, du jamais vu,. La zone la plus touchée a été le site touristique des Cinque Terre, où sept personnes, dont un secouriste, ont trouvé la mort.
Les ruisseaux, fossés et autres petits cours d’eau se sont très rapidement gonflés, creusant sur la côte des fossés escarpés en surplomb de Vernazza et de Monterosso al Mar. En quelques minutes la force des flots a emporté dans un torrent de boue, vignes, arbres, pierres, véhicules, etc. Seuls les villages de Manarola, Riomaggiore et Corniglia, épargnés par les pluies diluviennes, ont subi des dommages minimes.

## Vignoble

### Présentation
Une bonne partie du parc national des Cinque Terre est couvert presque entièrement par les vignobles DOC Cinque Terre (150 ha). Classé en péril par l'UNESCO, à la suite de l'abandon progressif des terrasses cultivées, la restauration de ce terroir viticole a été pris en charge par l'administration du parc qui organise chaque année des chantiers de travail. Le sauvetage nécessite à la fois la consolidation et la reconstruction des murets de pierres sèches qui soutiennent les vignobles. Ce site est inscrit  au Patrimoine mondial de l'humanité depuis 1997.

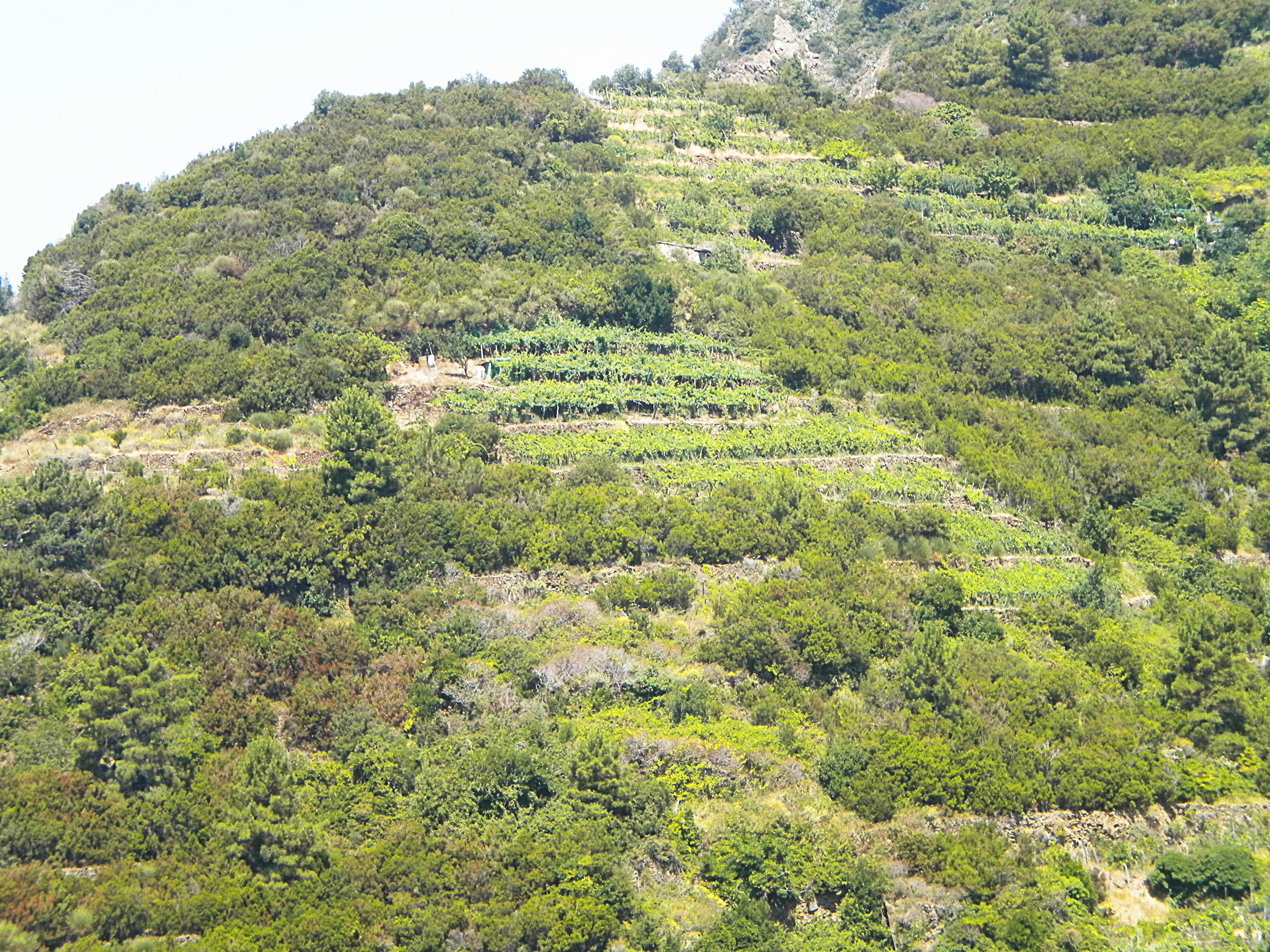
Terrasses de Riomaggiore
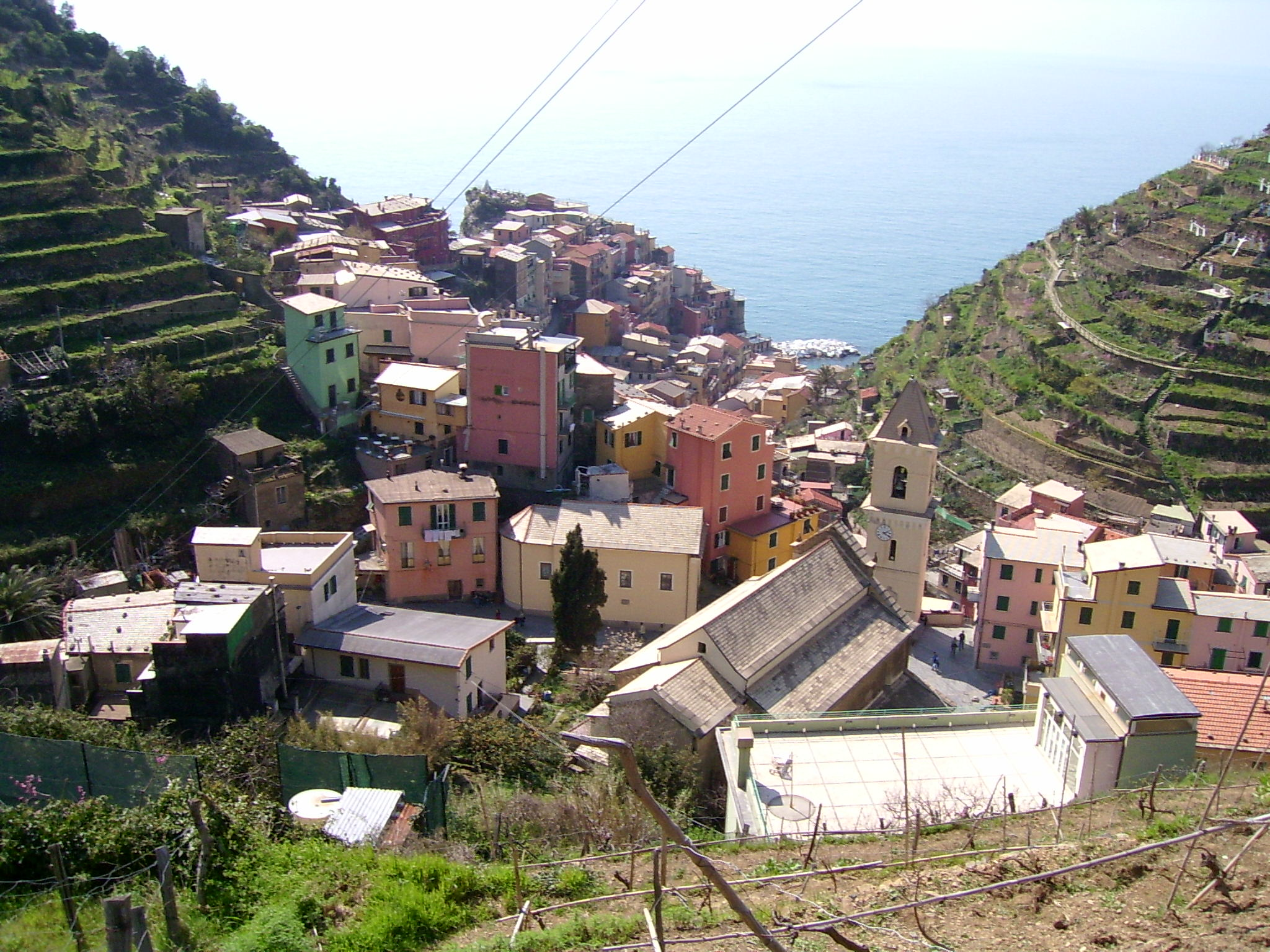
Manarola et son vignoble
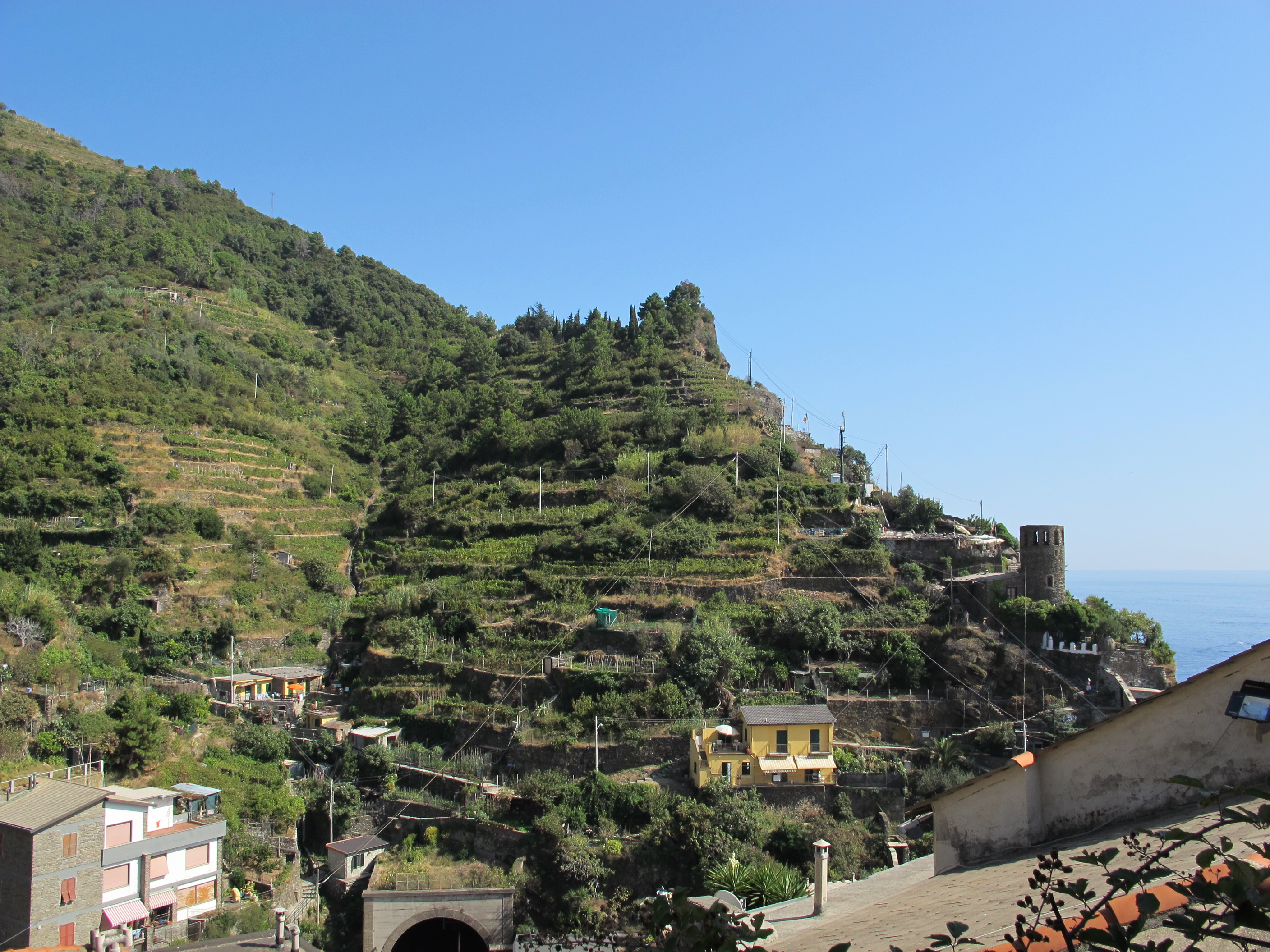
Vignes en terrasses de Vernazza

Ses vignobles, accrochés sur les contreforts méridionaux des Alpes apuanes, se trouvent dans les communes de Riomaggiore (y compris Manarola), Vernazza (y inclus Corniglia, dont le vin était célèbre à l'époque romaine) et Monterosso al Mare. S'y ajoutent deux terroirs dans la commune de La Spezia, Tramonti di Biassa et Tramonti di Campiglia,. Le vignoble est principalement exposé au sud et se situe entre 0 et 400 mètres d'altitude.

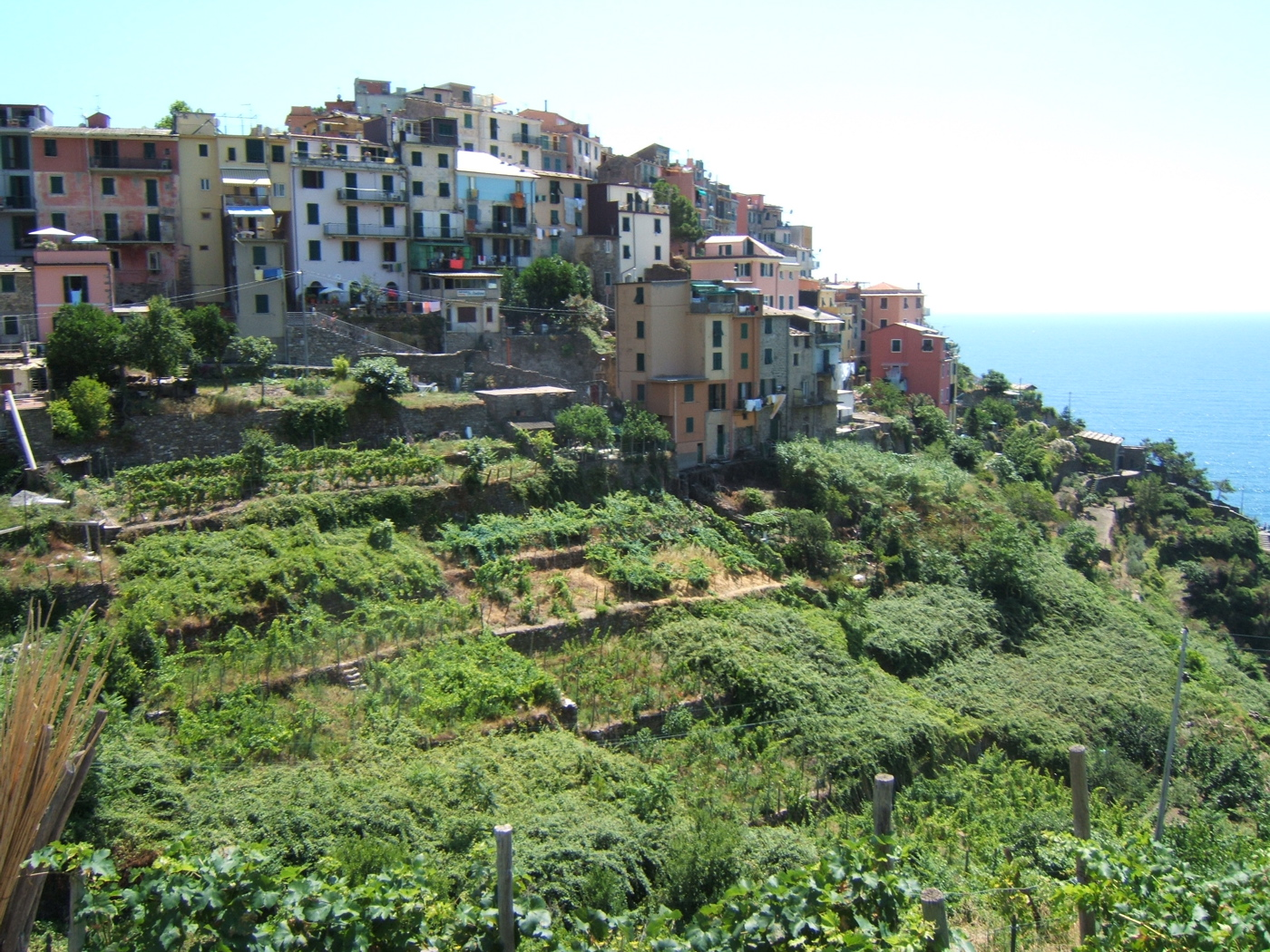
Corniglia et ses terrasses
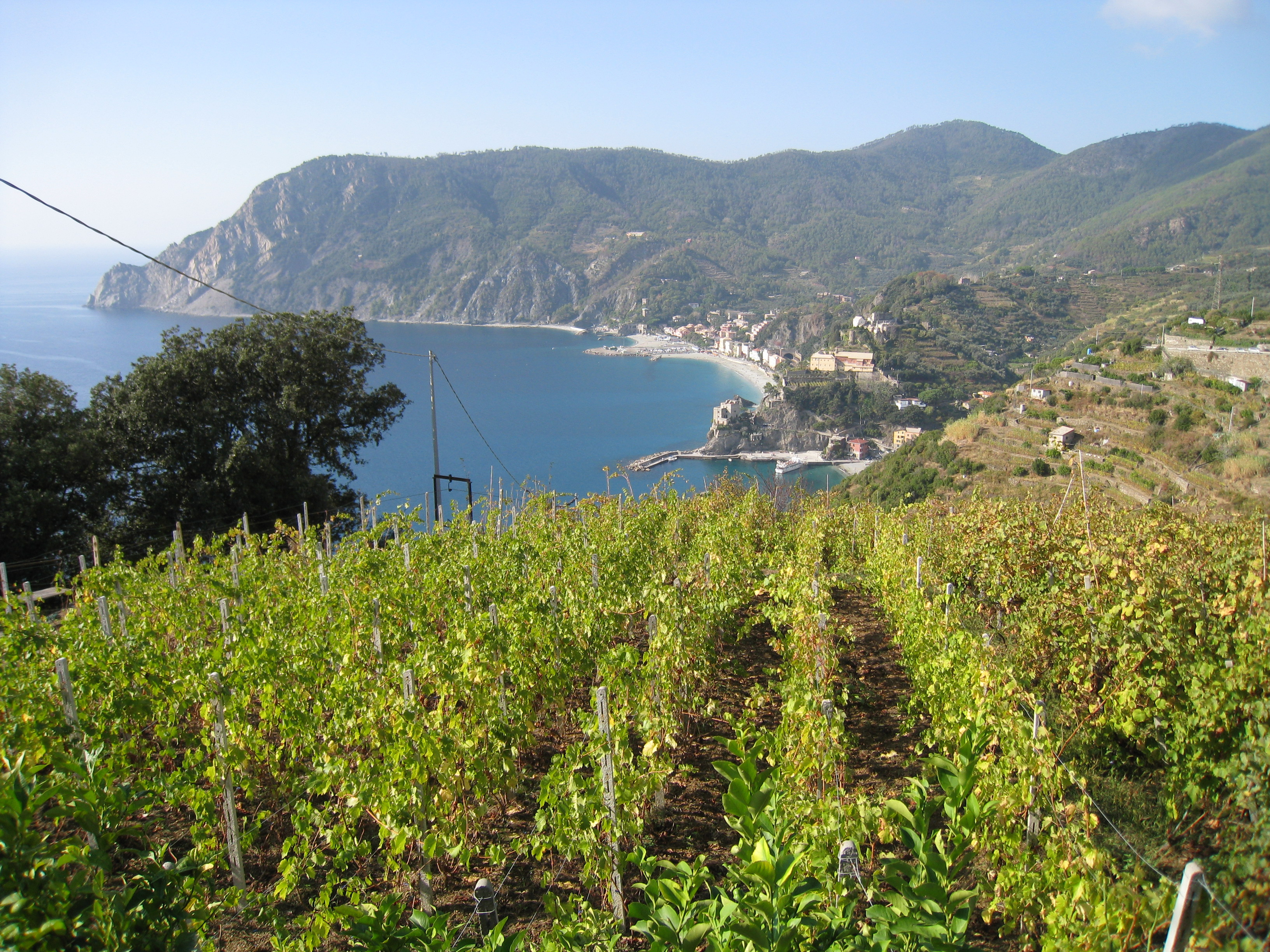
Vignoble de Monterosso al Mare

### Encépagement
Le vin est produit à partir d'un moût contenant au moins 40 % de Bosco (en), mais peut également contenir jusqu'à 40 % d'Albarola (it) et/ou de Vermentino et jusqu'à 20 % d'autres cépages blancs recommandés dans la province de La Spezia. L'albarola apporte l'acidité.

### Méthodes culturales  et réglementaires

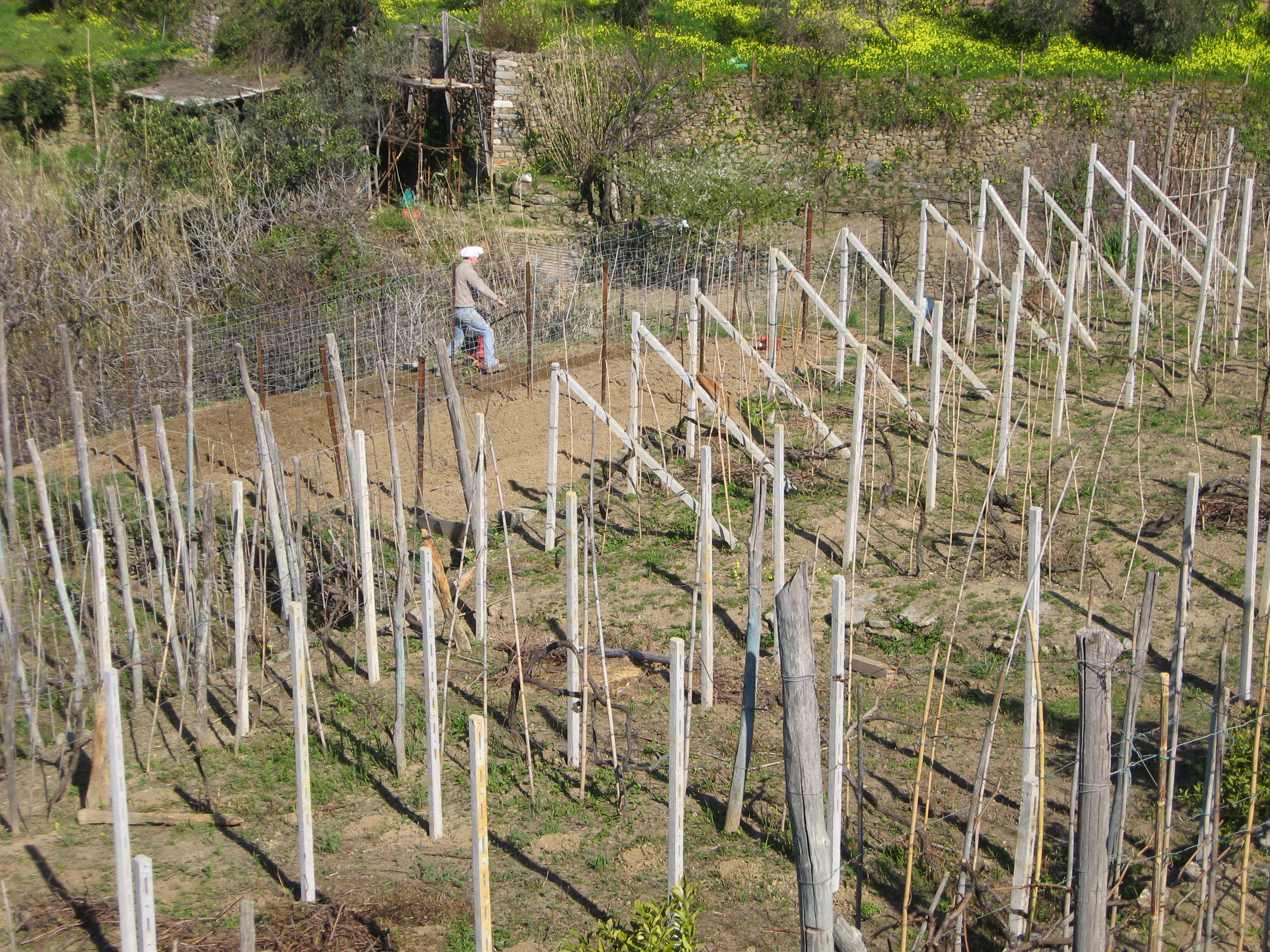
Pergoletta

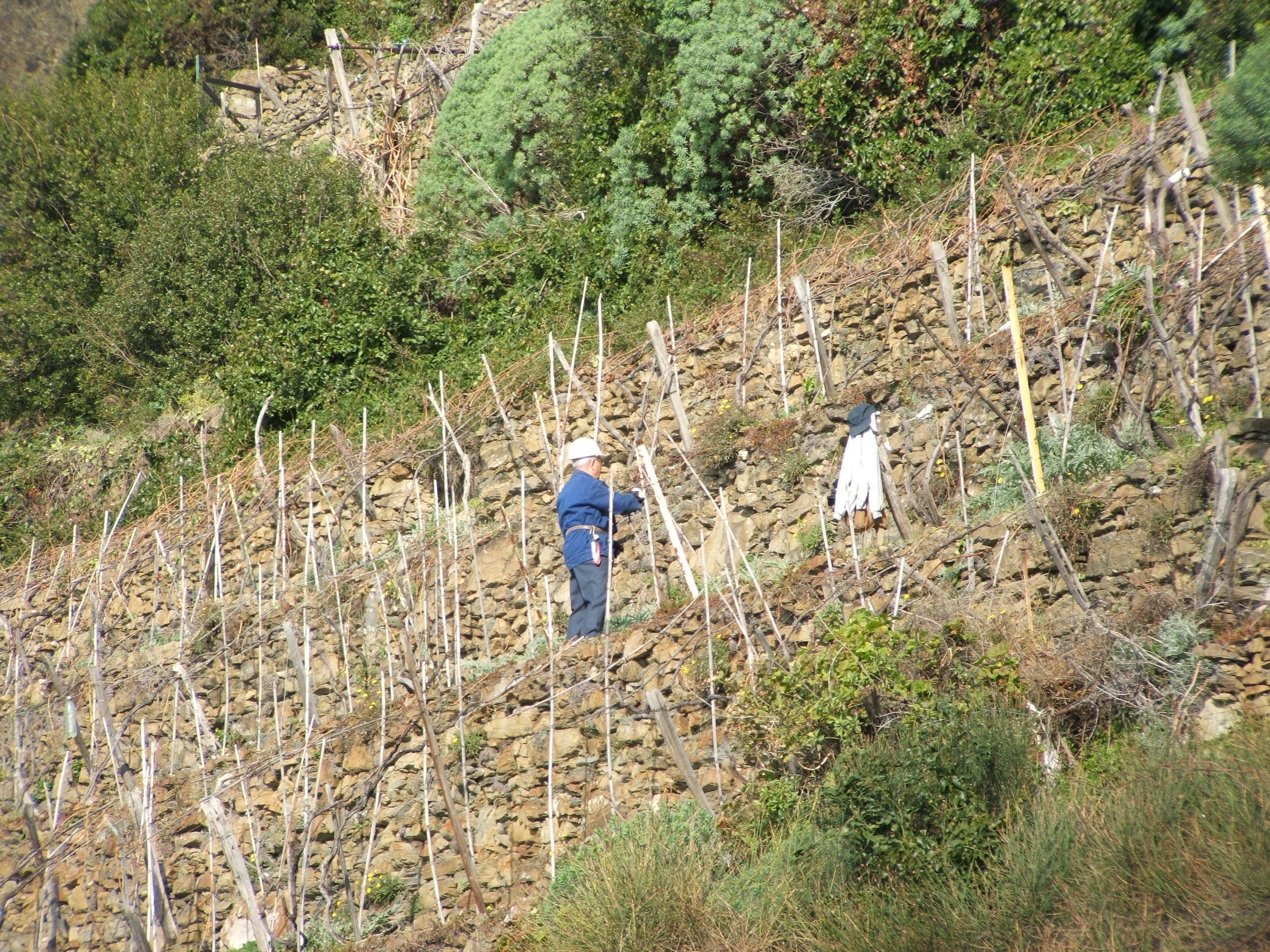
Entretien du vignoble des Cinque Terre

Pour avoir droit à l'appellation, les vins doivent provenir de vignobles sis uniquement sur des terrains montagneux. Sur ces pentes escarpées, rocailleuses, arides et peu irriguées, les grappes ne sont jamais très grosses et les baies ne contiennent que peu de jus. L'exposition à un fort ensoleillement et des vents obligent à tailler la vigne assez bas. Elle est conduite sur des pergolas d'un mètre de haut et le travail se fait le plus souvent accroupi.
Cette conduite en pergoletta, terme et méthode spécifique des Cinque Terre, permet d'éviter le stress hydrique et les brûlures des feuilles dues aux embruns et au sel. Cependant, quelques viticulteurs commencent à conduire leur vignoble en rangs mais cela oblige à mettre en place un système d'irrigation. L'eau est apportée sur place grâce à des canalisations, dont la mise en place est financée par la cantina sociale (cave coopérative).
Pour les nouvelles installations et les replantations, la densité de plantation par hectare ne peut être inférieure à 6 250 pieds. Pour les vieilles vignes, elles se situent entre 5 000 à 7 000 pieds par hectare et chaque pied donne entre 1 et 1,5 kg de raisin, soit un rendement par hectare d’environ 8 000 kg par hectare.
Le principal porte-greffe est le 110 R, suivi par le 420A. La pourriture grise, due au botrytis cinerea, n'attaque jamais les grappes. Mais elles sont sensibles à l'oïdium et, dans une moindre mesure, au mildiou, ce qui impose des traitements. De même, la lutte contre la cicadelle de la flavescence dorée est indispensable. 

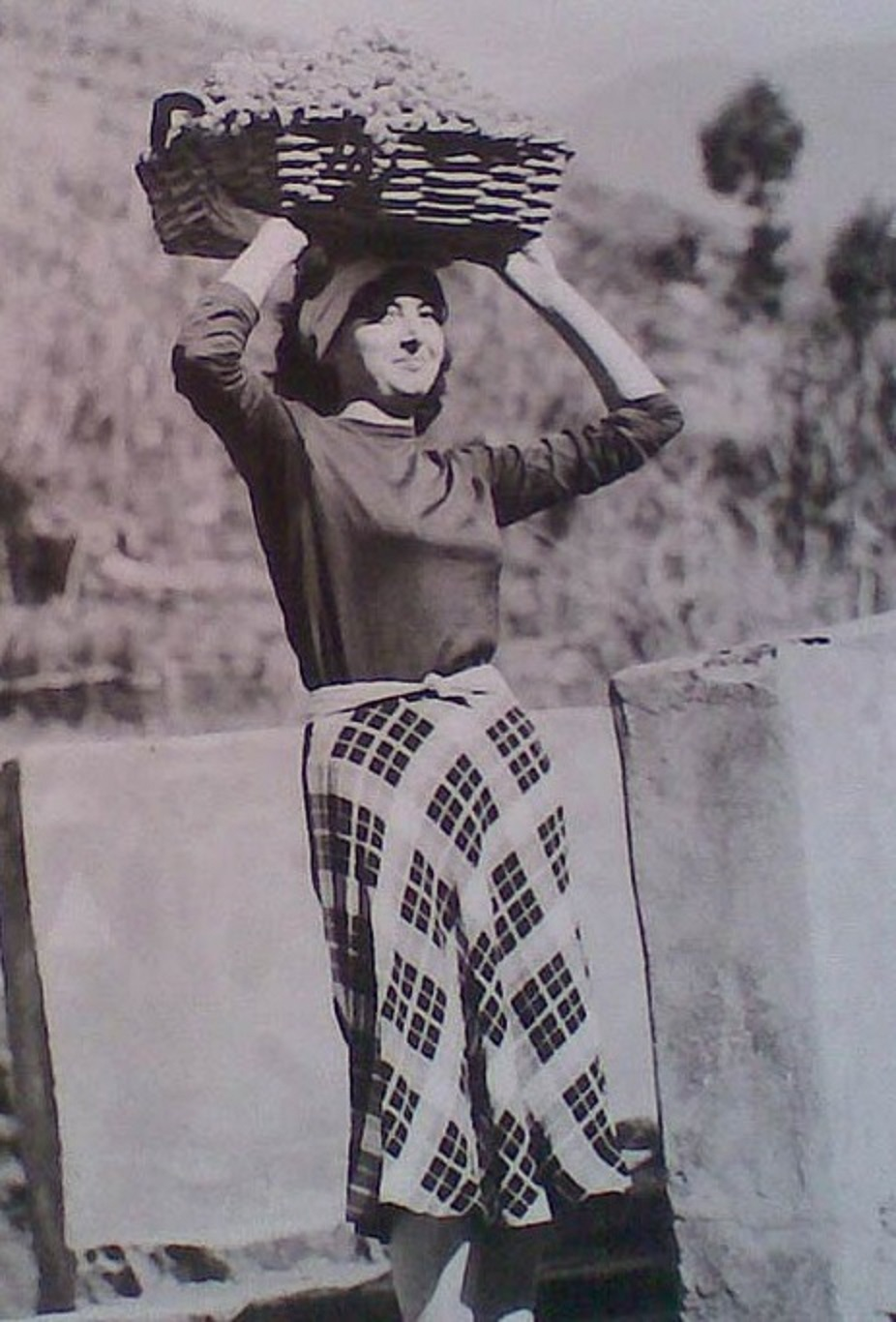
Vendangeuse descendant la vendange sur la tête
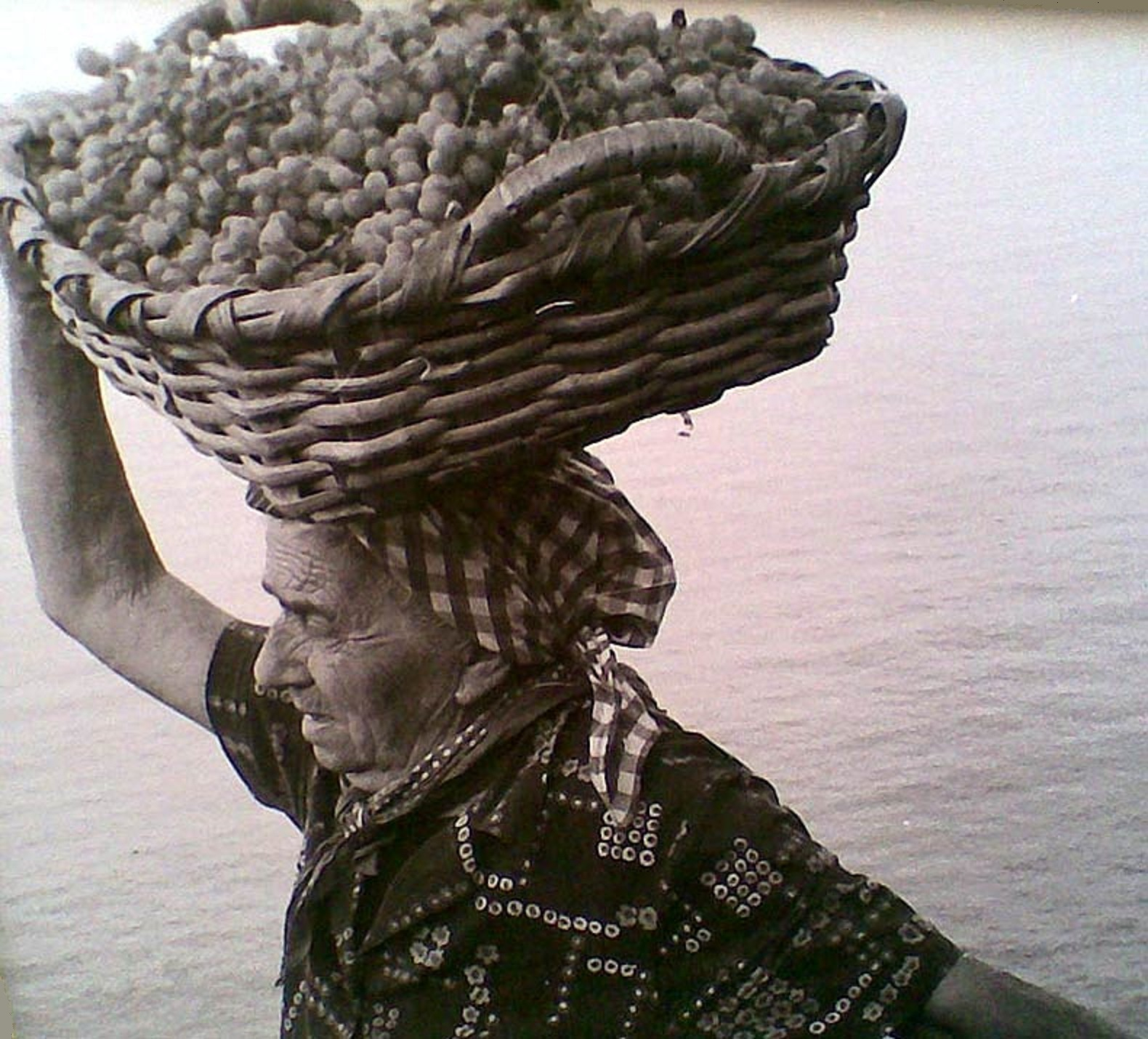
Vendangeuse et son panier de raisins

Les  vendanges manuelles durent environ trois semaines,  entre le milieu et la fin septembre. La récolte est pénible, à cause de la pente extrême, mais aussi du mode de conduite en pergoletta qui oblige les vendangeurs à travailler accroupi, pour accéder aux grappes de raisin.

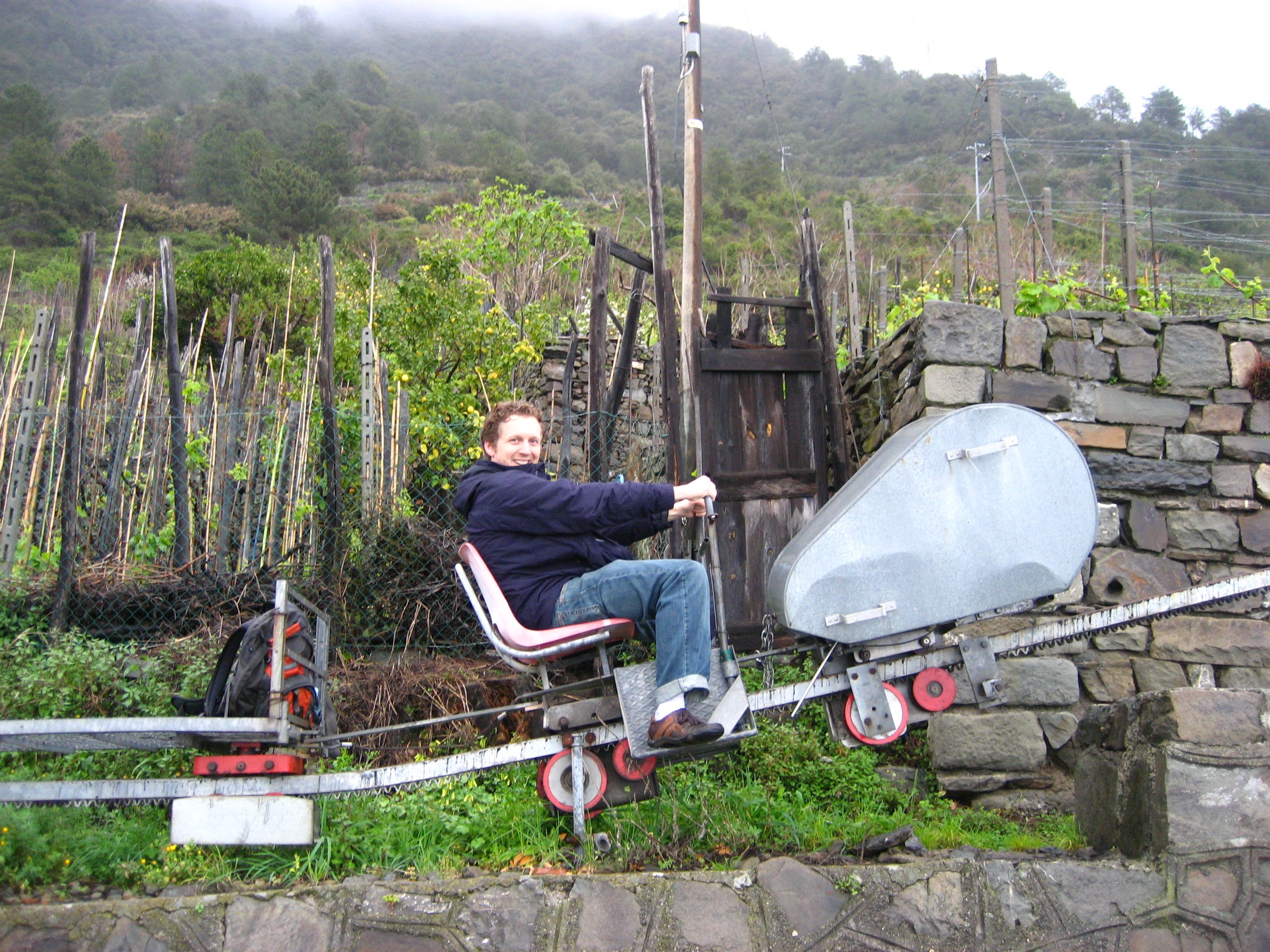
Trainino des Cinque Terre

La pente est telle qu'actuellement une grande partie des vendanges est descendue par des monorails. Ce sont de petits trains à crémaillères, appelés localement trenino. Ils sont mus par un petit moteur thermique et permettent de descendre sans effort les raisins vers les caves. C'est l'Association des Vignerons, fondée en 1973, qui a mis en œuvre cette infrastructure pour le transport des matériaux et des personnes, redonnant du même coup un nouvel élan à la viticulture. Mais aujourd'hui encore, suivant l'emplacement des vignes, « on porte les corbeilles pleines de raisins sur l'épaule ou sur la tête, en marchant en équilibre instable sur les bords étroits des bandes, en essayant d’éviter les fils de fer qui, plantés dans le mur, servent à tenir tendus les tonnelles, en frôlant les ciuende de bruyère servant à protéger les sarments du vent du sud-ouest. ».
Réglementairement, pour le Cinque Terre DOC, le degré alcoolique potentiel à la récolte est d’environ 12,5 %, soit une teneur d'alcool égale ou supérieure à 11,0 %, lorsque le vin est fini. l'acidité totale minimale doit atteindre 5,0 g/l, elle se situe généralement entre 5,5 à 6 g/litre d'acide tartrique, soit 3,7 à 4 g/litre de H2SO4, et l'extrait sec minimum net doit atteindre 15,0 g/litre,.

### Vinification en blanc

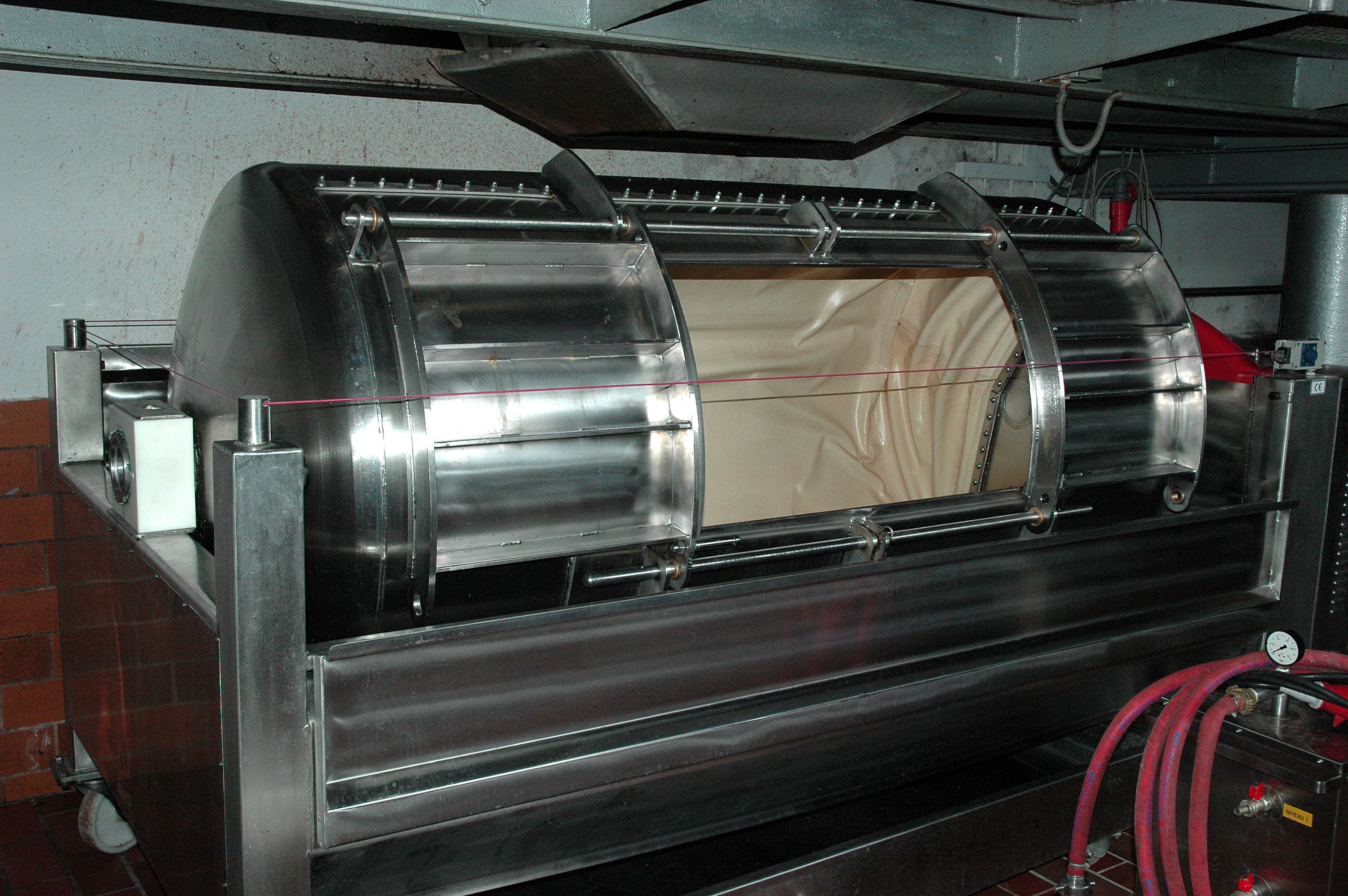
Pressoir pneumatique. On distingue la bâche gonflable à travers l'ouverture

La vendange subit d'abord un foulage, après un éraflage éventuel suivant les années. Il s'ensuit une macération pelliculaire de 24 à 36 heures, dans le pressoir. L'expérience a montré que les vins de Cinque Terre ont besoin d'un pressurage doux, réalisé avec un pressoir pneumatique à membrane, à très faible pression. La macération pelliculaire et le pressurage sont faits, comme toutes les opérations œnologiques qui vont suivre, sous azote, gaz neutre. L’absence de  pourriture grise permet un sulfitage léger. La teneur en SO2 n'excède pas 50 mg/litre dans les vins,. La fermentation à basse température, entre 15 et 18 °C, permet de conserver intact les arômes. S'y ajoute un ensemencement en levures sèches actives  provenant de souches locales. La vinification est faite en cuve inox à plafond mobile. Pour la consommation familiale, quelques petits viticulteurs vinifient encore dans des bonbonnes en verre.
La fermentation alcoolique, très lente grâce à la maîtrise des températures, est arrêtée en fonction de l’équilibre entre le sucre, l’alcool et les tanins, et aussi en fonction de l'acidité volatile qui ne doit pas dépasser 1,2 g/litre d'acide tartrique, soit 0,80 g/litre de H2SO4. Après le décuvage et un dernier pressurage doux, soit le vin subit un vieillissement d'un an en fûts de chêne (110 litres) en provenance de l’Allier ou de Nevers, soit il s'ensuit un élevage sur lies en cuves inox de quelques mois. La fermentation malolactique est bloquée pour conserver la fraîcheur du vin, grâce à une filtration tangentielle (1 μm), puis une filtration sur membranes à 0,8 μm puis à 0,65 μm, avant l'embouteillage.

### Type de vin

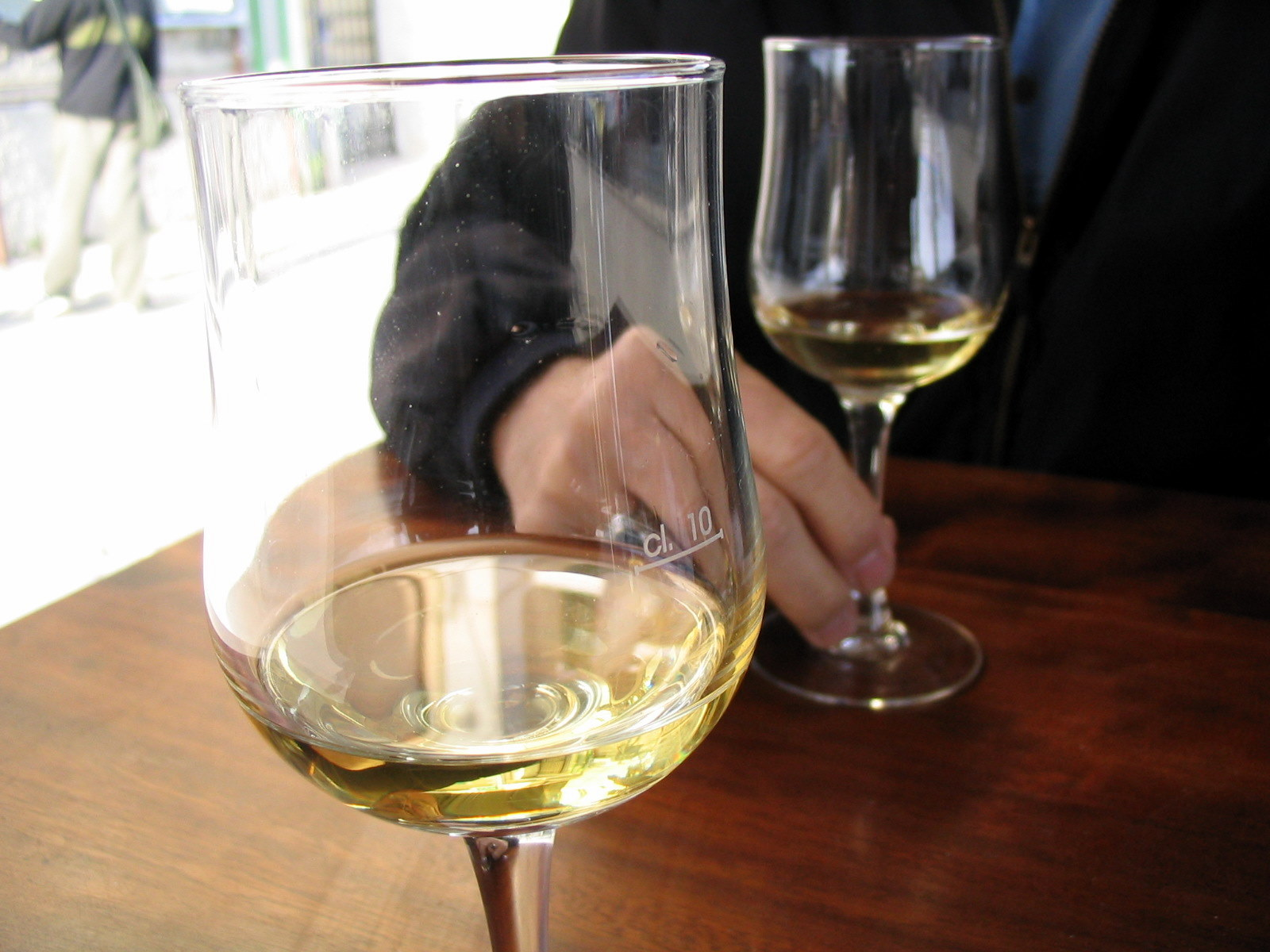
Vin blanc de Cinque Terre

C'est un vin blanc à la robe jaune paille avec quelques reflets verts. Ses arômes délicats, plus ou moins intenses, mais persistants, sont marqués par des notes d'herbes sauvages, fleurs de camomille séchées, baies de sureau et de cèdre. À la dégustation, il s'avère sec, tout en restant doux, fruité, frais et léger. Il est caractérisé par une pointe légèrement salée,.

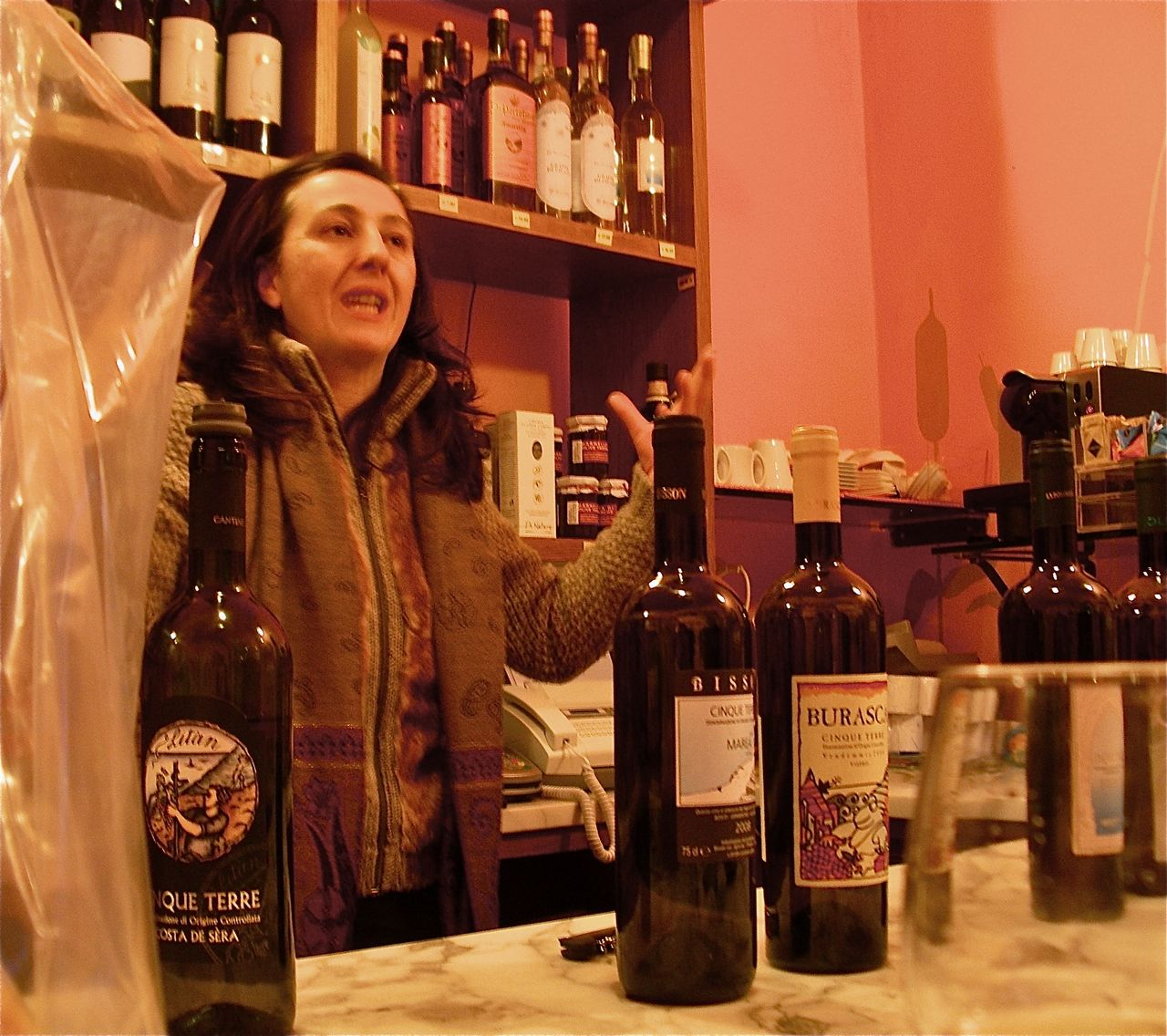
Présentation de différentes bouteilles dans une œnothèque à Cinque Terre

Les dégustateurs professionnels expliquent : « C'est une agréable sensation de fraîcheur, un vin propre et équilibrée, y compris la minéralité, le nez présente une belle persistance et des arômes francs, tout en maintenant une délicatesse et une fraîcheur agréable où dominent les notes florales, mais aussi du miel, et des pointes d'agrumes doux. La bouche est toujours en équilibre constant entre la minéralité et la rondeur des notes fruitées. ».

### Embouteillage
Les vins embouteillés doivent être commercialisés dans des bouteilles en verre de forme rhénane, bourguignonne et bordelaise pour des volumes allant de 25 cl à 75 cl. Ces bouteilles ne peuvent être closes avec des bouchons couronnes, des capsules détachables ou d'autres éléments de fixation similaires. Il est admis le bouchage à vis jusqu'à 37,5 cl. Il est à souligner que chaque année la cave coopérative (Cantina 5 Terre) met en marché entre 170 à 180 000 bouteilles. Elle réalise son bouchage en bouchons synthétiques (extrudé), pour éviter les goûts de bouchon.

## Vins et terroir

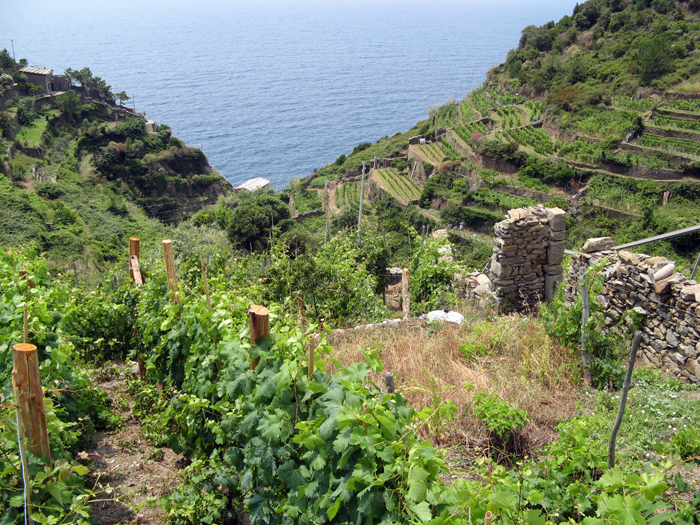
Vignobles des Clnque Terre

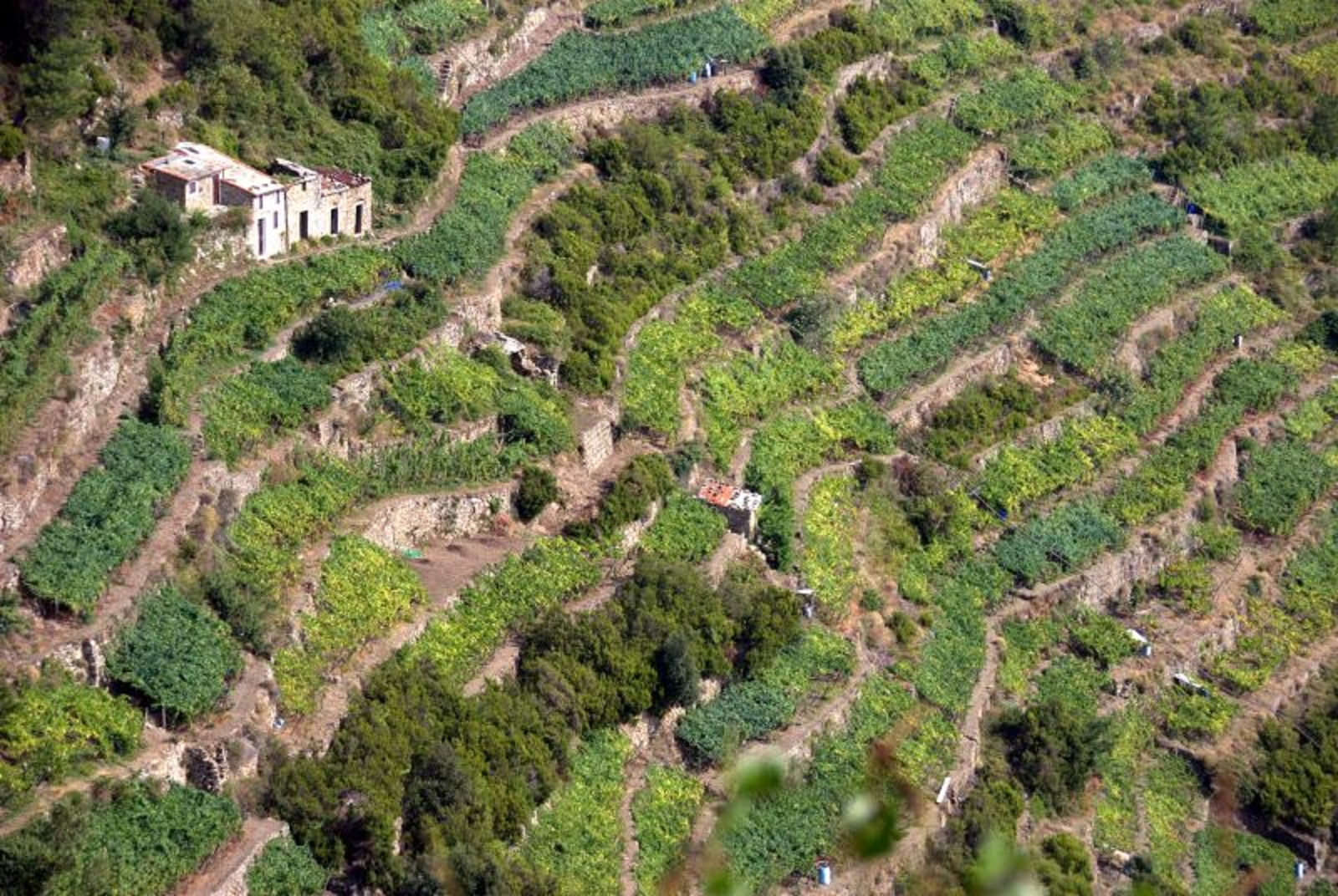
Un terroir riche et complexe

Le Parc des Cinque Terre  a donné mission à toute une équipe, composée de Remo Terranova, Giorgio Zanzucchi, Massimo Bernini, Pierluigi Brandolini, Silvia Campobasso, Aldo Clerici, Francesco Faccini, Luigina Renzi, Paolo Vescovi et Fabio Zanzucchi, de travailler sur l'importance de la géologie dans la structure et les qualités gustatives des vins. Le travail des chercheurs a mis en évidence cette importance tout en reconnaissant que les indications recueillies sur le terrain restaient trop générales sur la corrélation entre le terroir et le vin. Ils ont expliqué : « Les dégustations effectuées sur les vins actuellement disponibles sur le marché, ont bien mis en évidence quelques indications vagues sur le lien entre le type de sol et les arômes du vin, mais ne peuvent pas être considérées comme une réponse définitive à ce problème ». Pour arriver à comprendre la corrélation entre le type de sol, sa composition chimique et le goût vin, ils ont proposé une méthode à utiliser pour concevoir les expériences et analyser les données, afin de sortir de l'empirisme.

### Lieux-dits
Les noms de lieux-dits sont autorisés lorsqu'ils sont inclus dans les municipalités et hameaux de la zone d'appellation.

### Autres DOC de Cinque Terre
Le Cinque Terre Costa de Sera sur le terroir de Riomaggiore.
Le Cinque Terre Costa de Campu provenant du Campu de Manarola.
Le Cinque Terre Costa de Posa cultivé au lieu-dit Posa a Volastra.
Le Sciachetrà est un vin liquoreux produit dans le Cinque Terre ayant une teneur en alcool de 18°. Il est produit à partir de raisins cultivés en terrasses (restanques) puis laissés sécher pendant plusieurs mois. Un litre de Sciacchetrà est produit par pressurage des raisins secs équivalant à dix kilogrammes. de raisins frais. Ce vin a été reconnu comme Presidio Slow Food. Le sciacchetrà est à son optimum après plusieurs années de vieillissement en bouteille. 

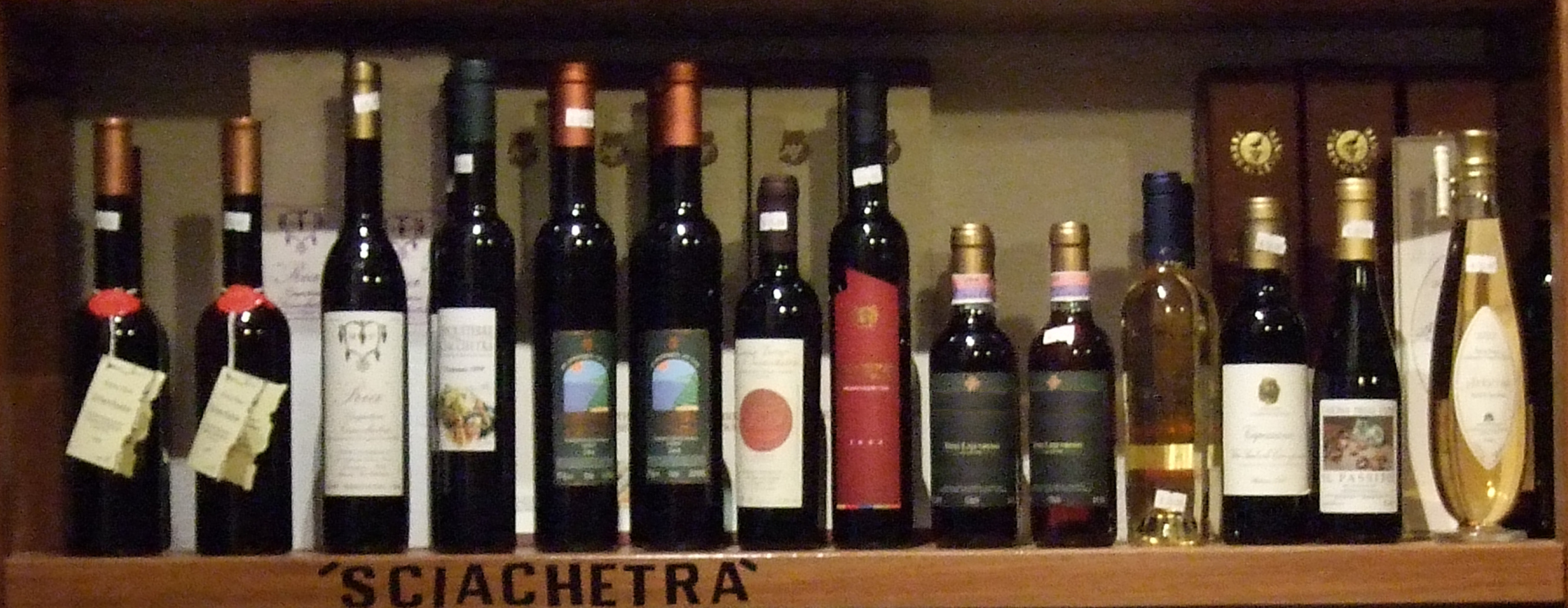
Cinque Terre Sciacchetrà DOC

Ce vin a les mêmes cépages que le blanc sec (60 % Bosco, Vermentino et Albarola 40 %).Il est produit dans les cinq villages. De couleur vieil or aux reflets ambrés déterminées, claires et de bonne fluidité, le nez est très intense et persistant, un grand avec des notes élégantes d'abricot, de miel et des notes de fruits secs. En bouche, il se révèle un vin doux, équilibré et harmonieux. Il accompagne les fromages forts ou les desserts ainsi que les gâteaux secs ou le pandolce de Gênes.

## Vin et gastronomie

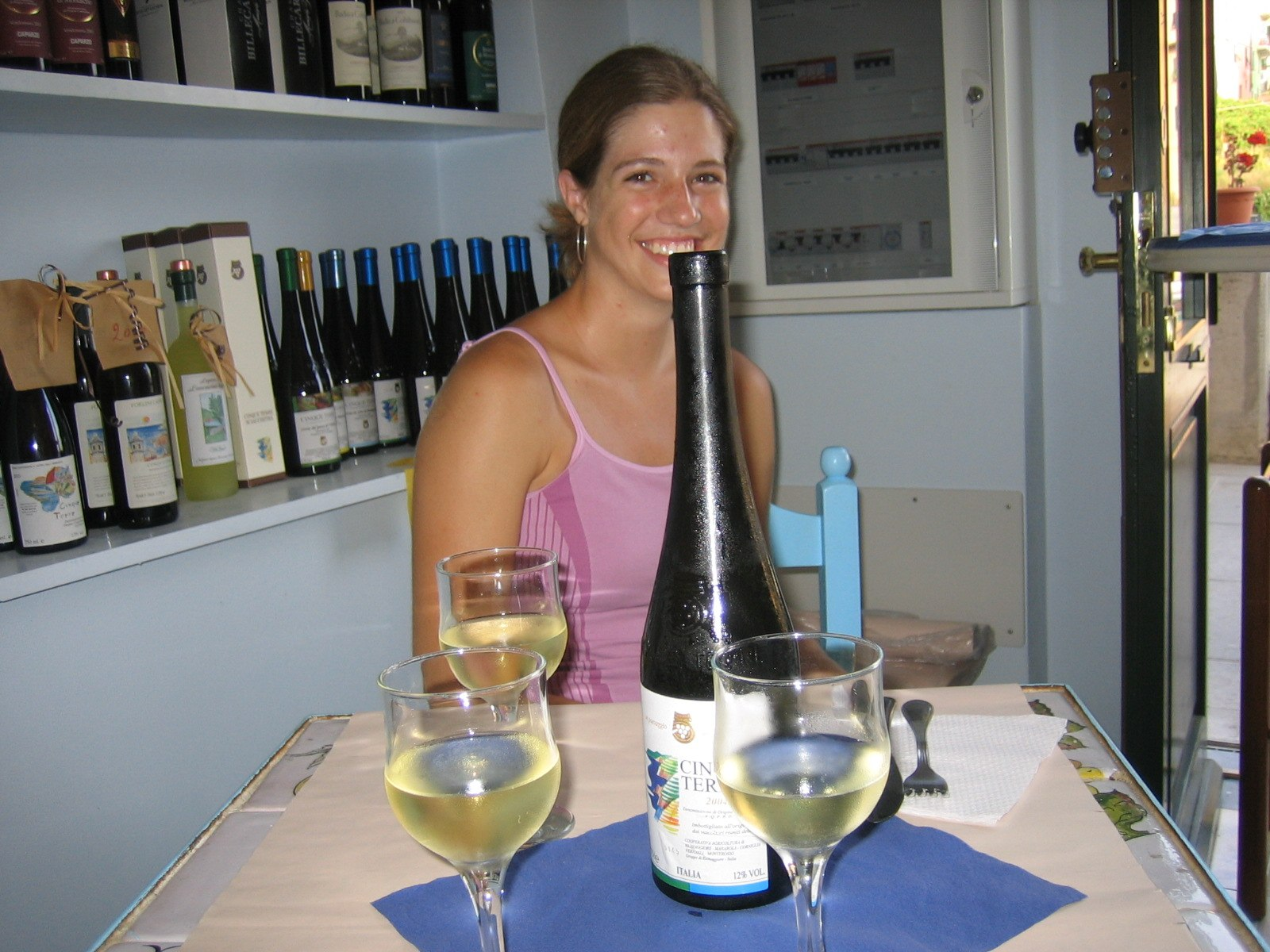
Dégustation de Cinque Terre lors d'un dîner

Le Cinque Terre doit être servi à une température de 11 °C et donne le meilleur de lui-même dans sa prime jeunesse. Pour exprimer toutes ses qualités, la façon de la stocker est essentielle. Il doit être maintenu en position horizontale à une température constante entre 10° et 14 °C.
Ces vins blancs secs sont, en règle générale, à boire avec la cuisine locale, et notamment des fruits de mer, les pâtes avec anchois, le risotto aux fruits de mer, les spaghetti aux palourdes. Ils accompagnent parfaitement les légumes et les pommes de terre, l'anchois, la seiche Zimino, la soupe de moules ou des moules marinières, les petits poissons de récif frits, la daurade au four, la morue poêlée, etc.,, ainsi que les fromages.

## Économie

### Structure des exploitations

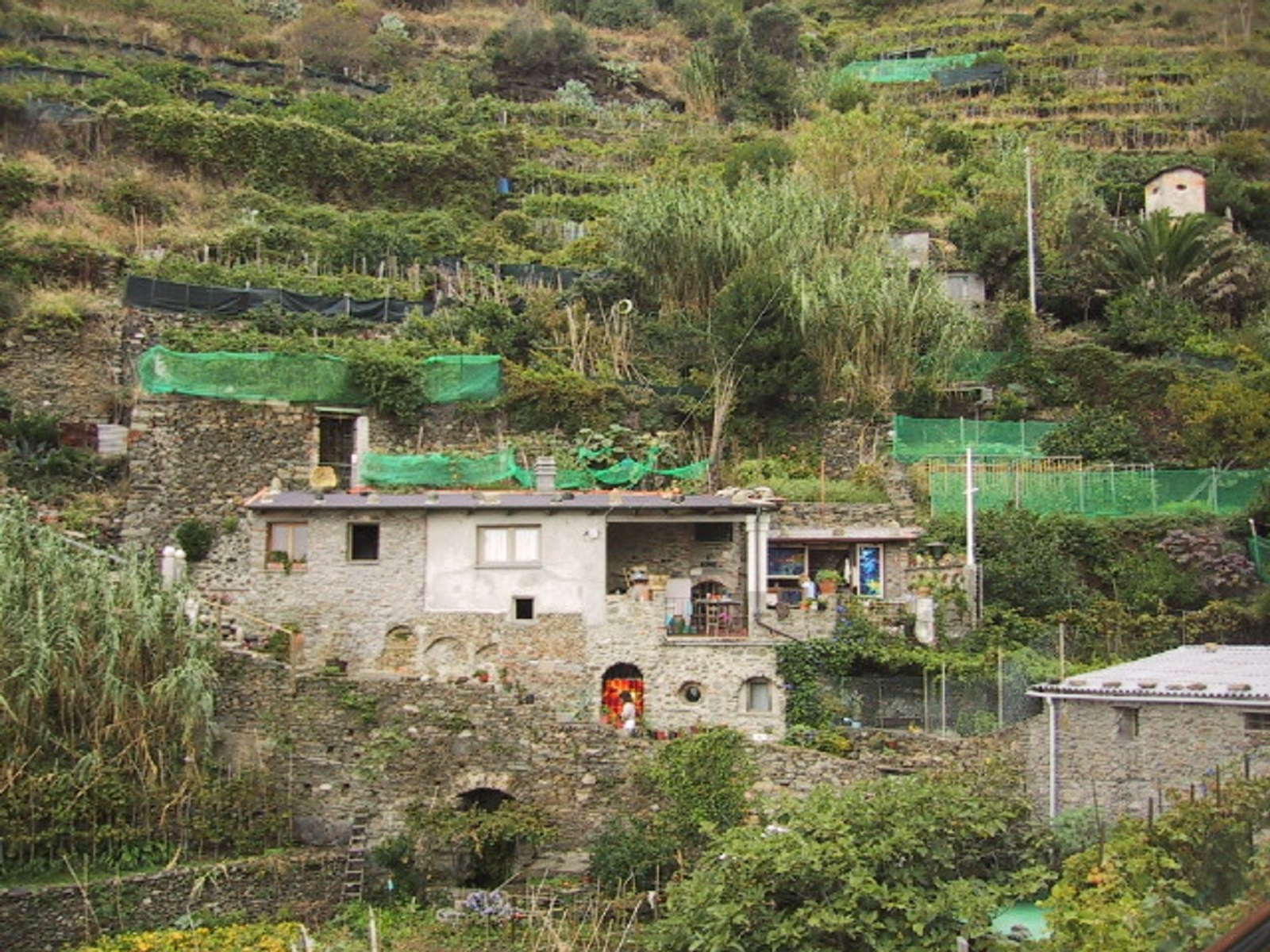
Maison traditionnelle de viticulteur à Vernazza

La zone des Cinque Terre permettant de produire des vins d'appellation est de 90 hectares. Mais seuls 70 hectares sont exploités. La taille moyenne des exploitations est située entre 3 000 et 3 500 mètres2. La population des viticulteurs est plus que vieillissante puisque leur âge moyen tourne autour de 72 ans, de plus la très grande majorité d’entre eux sont pluriactifs.

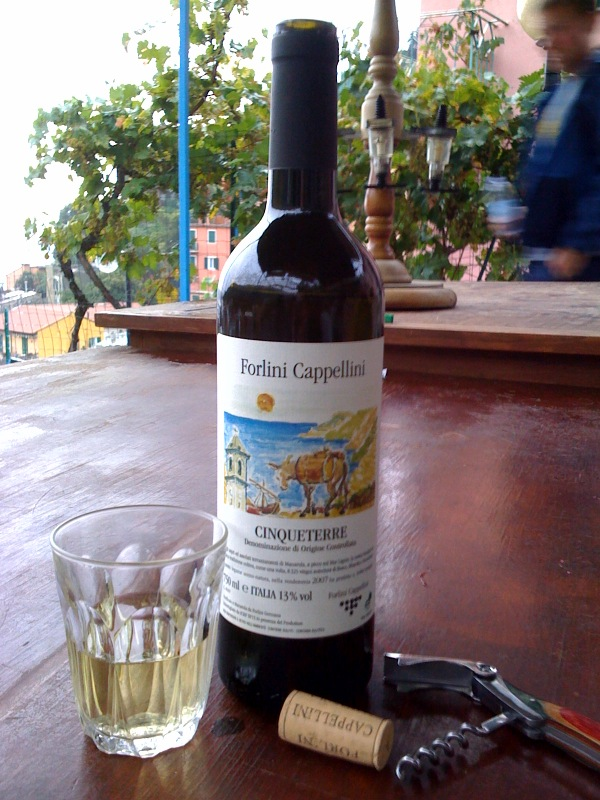
Cinque Terre DOC de Forlini et Cappellini

La cave coopérative vinicole est sise à Groppo de Riomaggiore, un lieu-dit de Manarola. Elle a été construite en 1982 avec les mêmes pierres que celles utilisées pour les terrasses des vignes. La Cooperativa Agricoltura ou Cantina delle Cinque Terre vinifie avec les technologies les plus modernes. Elle regroupe 300 adhérents, qui exploitent 45 hectares, mais il existe quelques aziendas qui vinifient et commercialisent leurs propres vins.

### Liste des producteurs
Ils sont au nombre de sept.
- Cooperativa Agricoltura de Cinque Terre a.r.l., Groppo, Manarola
- Azienda Agricola Buranco de Kurt Wachter, Monterosso al Mare
- Azienda Vinicola La Polenza, Corniglia
- Walter de Battè, Riomaggiore
- Forlini et Cappellini, Manarola
- Pagni Vini S.a.S. d'Arrigoni Riccardo et Cie, La Spezia
- Sassarini Natale, Monterosso al Mare

### Commercialisation

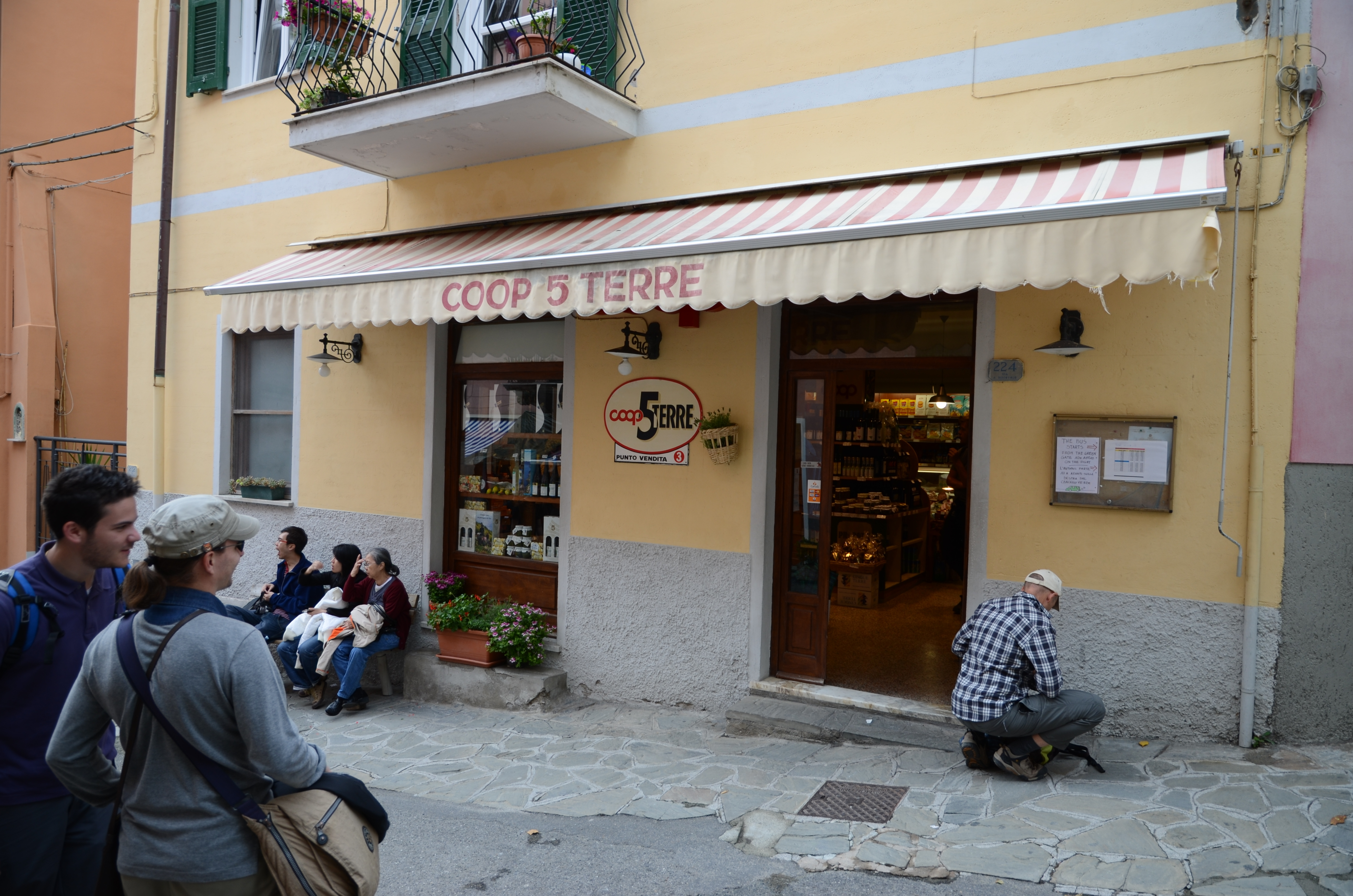
Point de vente de la coopérative des Cinque Terre à Manorola
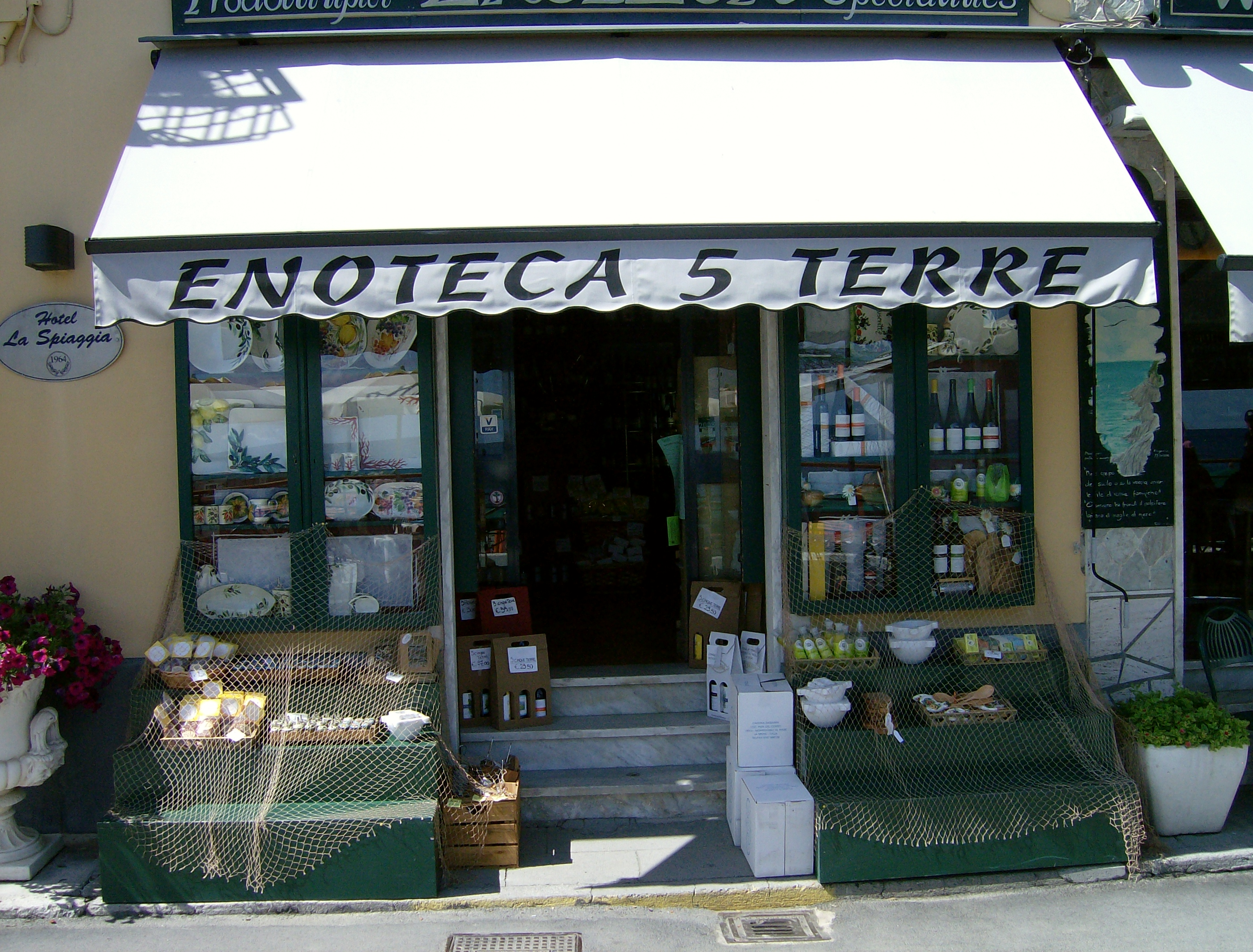
Œnothèque de Monterosso al Mar
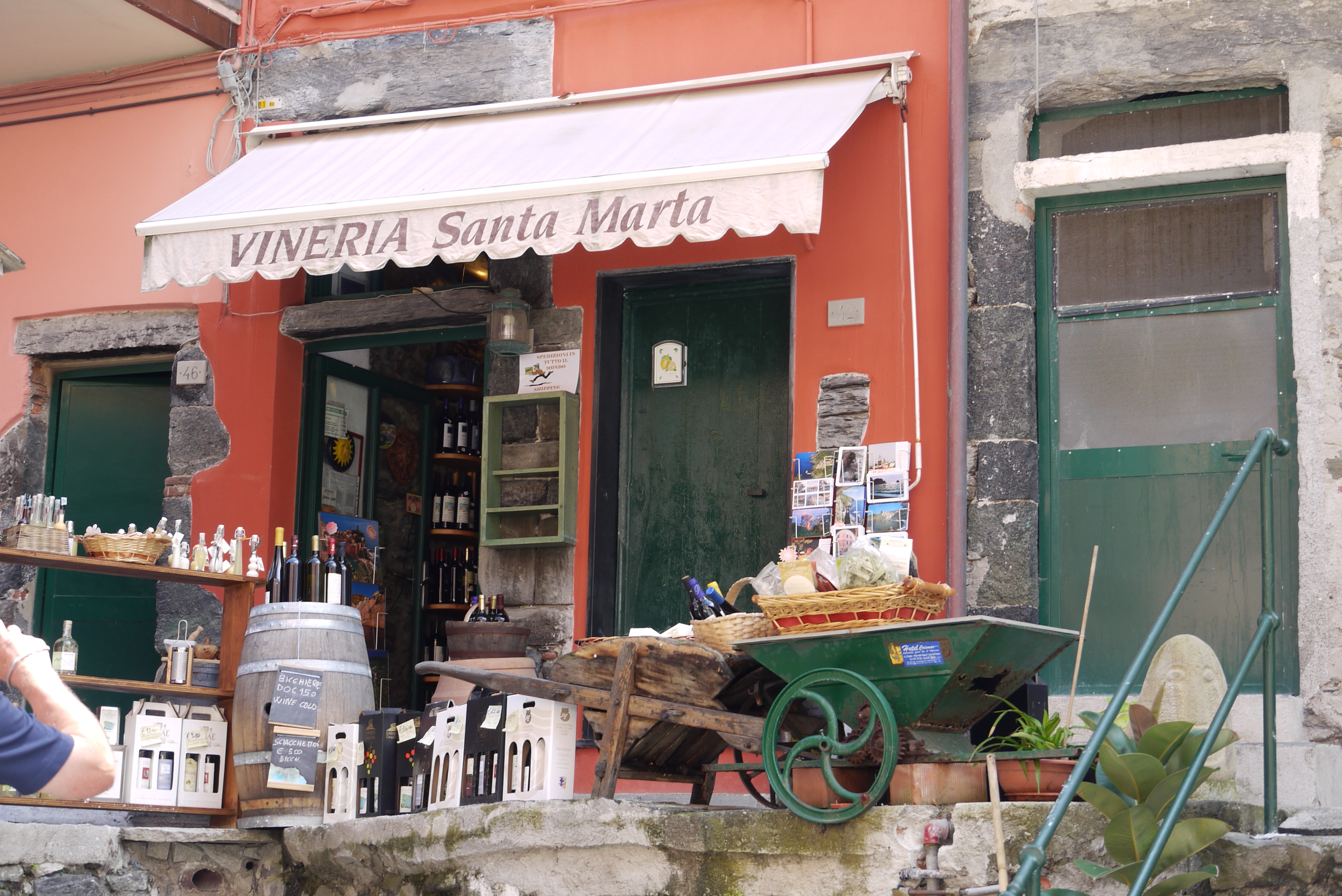
Vineria Santa Marta à Vernazza

En 2013, du 30 août au 1er septembre, Monterosso a accueilli un festival consacré au Cinque Terre Sciacchetrà. Ce vin encore peu connu, au coût élevé, contribue pourtant à pérenniser une partie importante de la culture et des traditions ligures, et de préserver un paysage classé site du patrimoine mondial par l'UNESCO. Parfaire sa notoriété est le but que s'est fixé le festival passito des Cinque Terre, dont la première édition a coïncidé avec les 40 ans de cette DOC.
Compte tenu de la pluriactivité de ses membres, la coopérative s'est spécialisée dans la mise sur le marché de différents produits du terroir (basilic, citron, herbes, etc.), ainsi que de produits transformés comme la grappa, la liqueur de citron, le pesto ligure et les parfums.
Quant au parc, pour valoriser les produits du terroir, il a lancé des actions pour la production et la commercialisation de spécialités œnogastronomiques liées aux Cinque Terre. Sont privilégiées celles issues de l'agriculture biologique, ce qui a permis la remise en culture des terrasses récupérées car jusque-là laissées incultes. Ces produits sont réalisés en respectant des critères de qualité très strictes, conformément aux normes de l'ICEA (Instituto Certificazione Etica Ambientale) et de l'AIAB (Associazione Italiana Agricoltura Biologica).